# Spettacolo drag

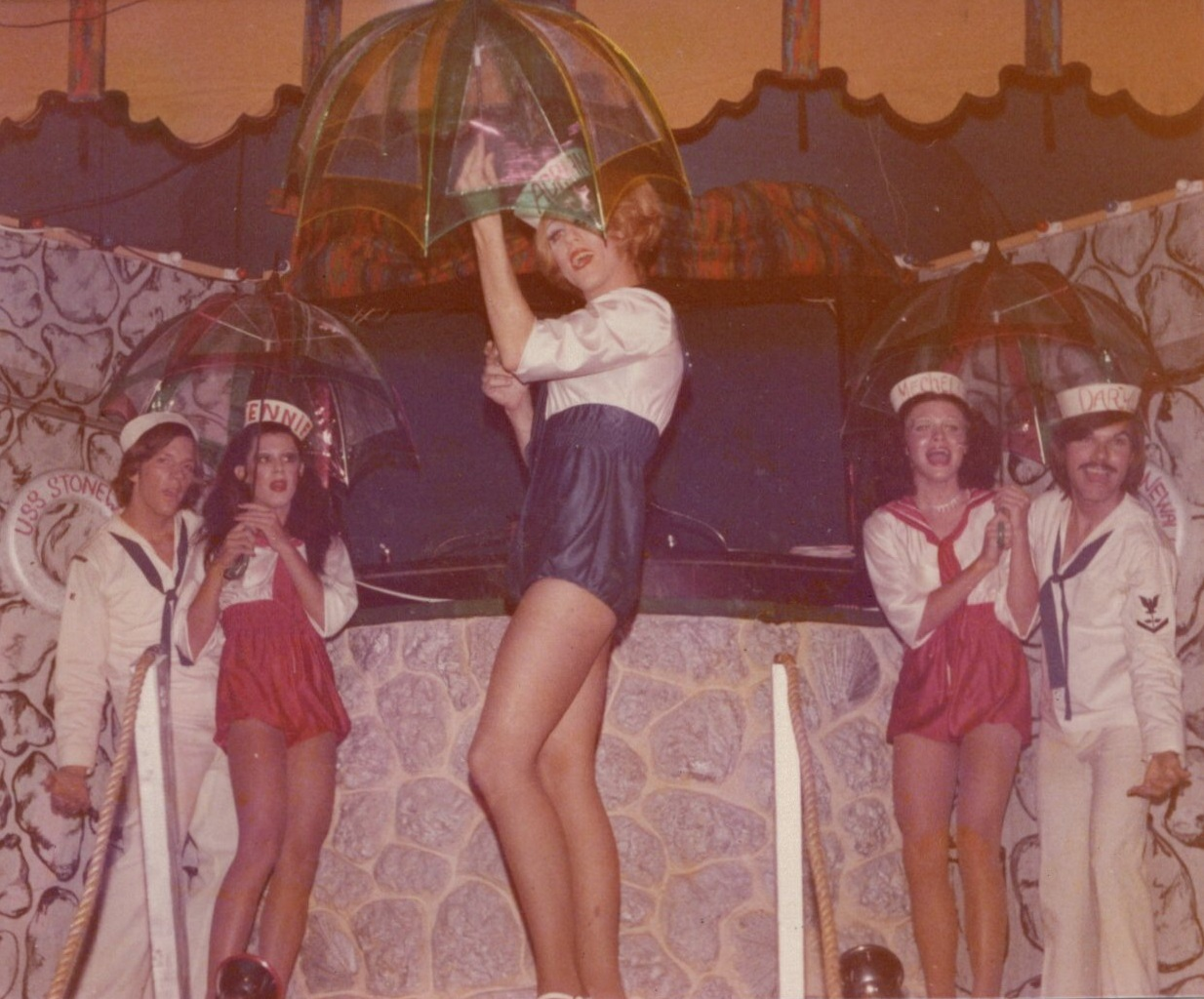
Spettacolo drag alla Stonewall Discotheque a Miami Beach nel 1972

Uno spettacolo drag (o in inglese drag show) è una forma di intrattenimento eseguita da artisti drag.
Tipicamente, uno spettacolo drag prevede esibizioni in cui gli artisti cantano o mimano canzoni in playback, accompagnando la performance con pantomime coreografate o balli. Possono essere inclusi anche elementi comici, sketch e interazioni con il pubblico. Gli spettatori, spesso, offrono mance in denaro agli artisti. La presenza di giovani ballerini di sesso maschile è frequente. 
Alcuni eventi sono fortemente incentrati su spettacoli drag, come il Southern Decadence, un festival annuale di cultura LGBTQ+ che si svolge a New Orleans. In questa manifestazione, gran parte delle celebrazioni è condotta dai cosiddetti "Grand Marshals", figure cerimoniali tradizionalmente interpretate da drag queen.

## Storia
Lo spettacolo drag moderno ha avuto origine negli speakeasy e nei bar clandestini statunitensi nell'epoca del proibizionismo, tra gli anni venti e trenta del XX secolo, durante un fenomeno noto come "Pansy Craze".
Tra le prime manifestazioni di questo tipo si annoverano i drag ball organizzati negli anni venti presso il Rockland Palace, nel quartiere newyorkese dell'Harlem. Tali eventi proponevano esibizioni spettacolari da parte di persone omosessuali che impersonavano il sesso opposto, spesso sfidandosi in sfilate di moda. I drag ball di Harlem erano frequentati in prevalenza da persone afroamericane; la partecipazione di individui bianchi non era vietata, ma rimaneva minoritaria. Questi eventi costituivano importanti momenti di aggregazione per comunità emarginate, che frequentemente erano costrette a riunirsi in segreto.
Durante la seconda guerra mondiale, gli spettacoli drag di carattere parodico rappresentarono una forma ricorrente di intrattenimento tra i soldati. In queste occasioni, alcuni militari si travestivano da donne in modo volutamente caricaturale, dando vita a esibizioni comiche destinate ai commilitoni.
Nel secondo dopoguerra, gli spettacoli drag subirono un'evoluzione significativa, ma anche una fase di repressione, in linea con i cambiamenti sociali e politici del periodo.
Negli anni immediatamente successivi al conflitto, il clima culturale divenne più conservatore, specialmente negli Stati Uniti. L'ascesa del maccartismo e la cosiddetta "Lavender Scare" (una campagna di persecuzione contro le persone LGBTQ+) portarono alla marginalizzazione della cultura queer e alla criminalizzazione di molte espressioni di genere non conformi, incluso il drag. In diversi stati americani vennero introdotte leggi che proibivano di indossare abiti del sesso opposto, rendendo difficile e pericolosa la pratica del drag in pubblico.

Tuttavia, negli anni cinquanta e sessanta, gli spettacoli drag continuarono a sopravvivere in ambienti sotterranei, in bar gay, teatri alternativi e circuiti di intrattenimento clandestini. In questo periodo emersero alcune figure di rilievo, e si consolidarono tradizioni come i concorsi drag (in inglese drag pageants), soprattutto nelle comunità afroamericane e latine, anticipando lo stile competitivo e performativo che diventerà popolare in epoche successive.
A partire dagli anni settanta, con l'avanzare del movimento per i diritti civili e la liberazione omosessuale, il drag cominciò gradualmente a riemergere in ambiti più visibili e legittimati.
Gli spettacoli drag hanno acquisito una maggiore popolarità grazie al documentario Paris Is Burning e a programmi televisivi come RuPaul's Drag Race. Anche film come Piume di struzzo e A Wong Foo, grazie di tutto! Julie Newmar hanno contribuito a diffondere la cultura drag presso un pubblico più ampio.  Queste opere, insieme a RuPaul's Drag Race, hanno attirato un vasto pubblico eterosessuale.
Sia il musical teatrale che la versione cinematografica di A Chorus Line fanno riferimento agli spettacoli drag, con il personaggio di Paul che racconta le proprie esperienze come artista nella compagnia itinerante del Jewel Box Revue.

## Tipi di spettacoli drag

### Drag ball
I drag ball sono eventi ispirati alla cultura drag e alle ball culture nate soprattutto nella comunità LGBTQ+ afroamericana e latina a New York, a partire dagli anni settanta e ottanta del XX secolo. Si tratta di eventi spettacolari, creativi, pieni di performance, moda, arte e orgoglio identitario.
In una ball drag, i performer sfilano o competono in diverse categorie, come:
- Realness: sembrare una "persona comune" secondo certi stereotipi (come, per esempio, businessman realness o schoolgirl realness);
- Runway: sfilare come in passerella;
- Vogueing: danza stilizzata e coreografica nata nei ball, resa famosa da Madonna con Vogue;
- Drag realness: incarnare in modo convincente un personaggio femminile o maschile;
- Bizarre: costumi estremi, futuristici, visionari.

Una giuria assegna punteggi, spesso con espressioni come "tens across the board" (il massimo dei voti).
Anche in Italia negli ultimi anni stanno emergendo scene ballroom, in città come Milano, Roma, Bologna e Napoli. Esistono house italiane e vengono organizzate vere e proprie ball dove si celebrano inclusività, stile e community.

### Concorsi drag
I concorsi drag sono una forma di competizione pensata originariamente per imitatrici femminili, drag queen e donne transgender, modellata sui tradizionali concorsi di bellezza dedicati a donne cisgender. Questi eventi si ispirano alle classiche gare come Miss Universo o Miss America, ma rielaborate in chiave queer, spettacolare e spesso ironica.

Nel corso del tempo, però, questo tipo di competizione si è evoluto per includere anche imitatori maschili, drag king e uomini transgender, rendendo queste competizioni molto più inclusive, fluide e rappresentative di una varietà di identità e forme espressive.
I concorsi drag possono includere sfilate in costume (come evening wear o swimwear), performance artistiche (come canto, danza, lip sync) domande di attualità o cultura generale e, a volte, prove di attivismo o testimonianze personali, legate all'identità o al vissuto della comunità LGBTQ+.
I concorsi drag hanno trovato anche in Italia una propria espressione formale a partire dagli inizi degli anni 2000. Seguendo il modello statunitense, anche nel contesto italiano si sono sviluppate manifestazioni strutturate che uniscono esibizioni artistiche, costumi spettacolari, sfilate e valutazioni da parte di una giuria.
Tra questi eventi, si citano:
- Miss Drag Queen Italia, il più longevo e noto concorso nazionale dedicato all'arte drag in Italia si svolge annualmente a Torre del Lago Puccini, nell'ambito del Friendly Versilia;[12]
- Drag & Friends Festival, organizzato annualmente a Bologna dall'associazione Queen APS, ospita al suo interno il concorso Beauty Queen Italia, nato con l'intento di promuovere la cultura drag attraverso un approccio inclusivo, multidisciplinare e creativo;[13]
- Regina dei Mari, ambientato a bordo di una crociera LGBTQ+, si svolge durante la navigazione e coinvolge drag queen italiane e internazionali.[14]

### Drag brunch
Un drag brunch è un tipo di spettacolo di drag in cui drag king e drag queen si esibiscono davanti a un pubblico mentre quest'ultimo viene servito con tipici cibi e bevande da brunch. Gli eventi prevedono esibizioni di danza, canto e comicità.

Sebbene si tengano solitamente in bar e nightclub LGBTQ+, anche i ristoranti sono diventati luoghi popolari per i drag brunch. Questa pratica è particolarmente diffusa nei centri urbani con ampie popolazioni gay, come città quali New York, Miami, Atlanta, Las Vegas, Quebec e New Orleans.
Lo storico del drag e professore dell'Università di New York, Joe E. Jeffreys, ritiene che l’aumento di popolarità dei drag brunch sia dovuto ai locali LGBTQ+ sorti tra gli anni cinquanta e novanta del XX secolo, come Lucky Cheng’s, Lips NYC e Club 82. In un articolo intitolato "The Importance of Drag Brunch in NYC", Jeffreys ha descritto come tali locali abbiano la capacità di esporre nuovi pubblici alla performance drag. «[Le persone] possono sedersi al drag brunch e gustare una deliziosa frittata di spinaci e un Bloody Mary mentre apprendono questa lezione per osservazione. Iniziano a comprendere che il genere e il drag non sono cose spaventose», ha dichiarato Jeffreys. «È divertente e festoso come può essere il brunch.»
Drag brunch a tema gospel sono stati organizzati negli Stati Uniti. Il locale drag Lips ha iniziato i gospel drag brunch a Fort Lauderdale, nel 2007. Anche altre città, come San Antonio hanno assistito a un aumento di questi eventi. Oltre al cibo, alle bevande e alle consuete esibizioni tipiche di un drag brunch, i gospel drag brunch includono anche performer in tuniche da coro che interpretano classici brani gospel.